# Arte Nova em Portugal

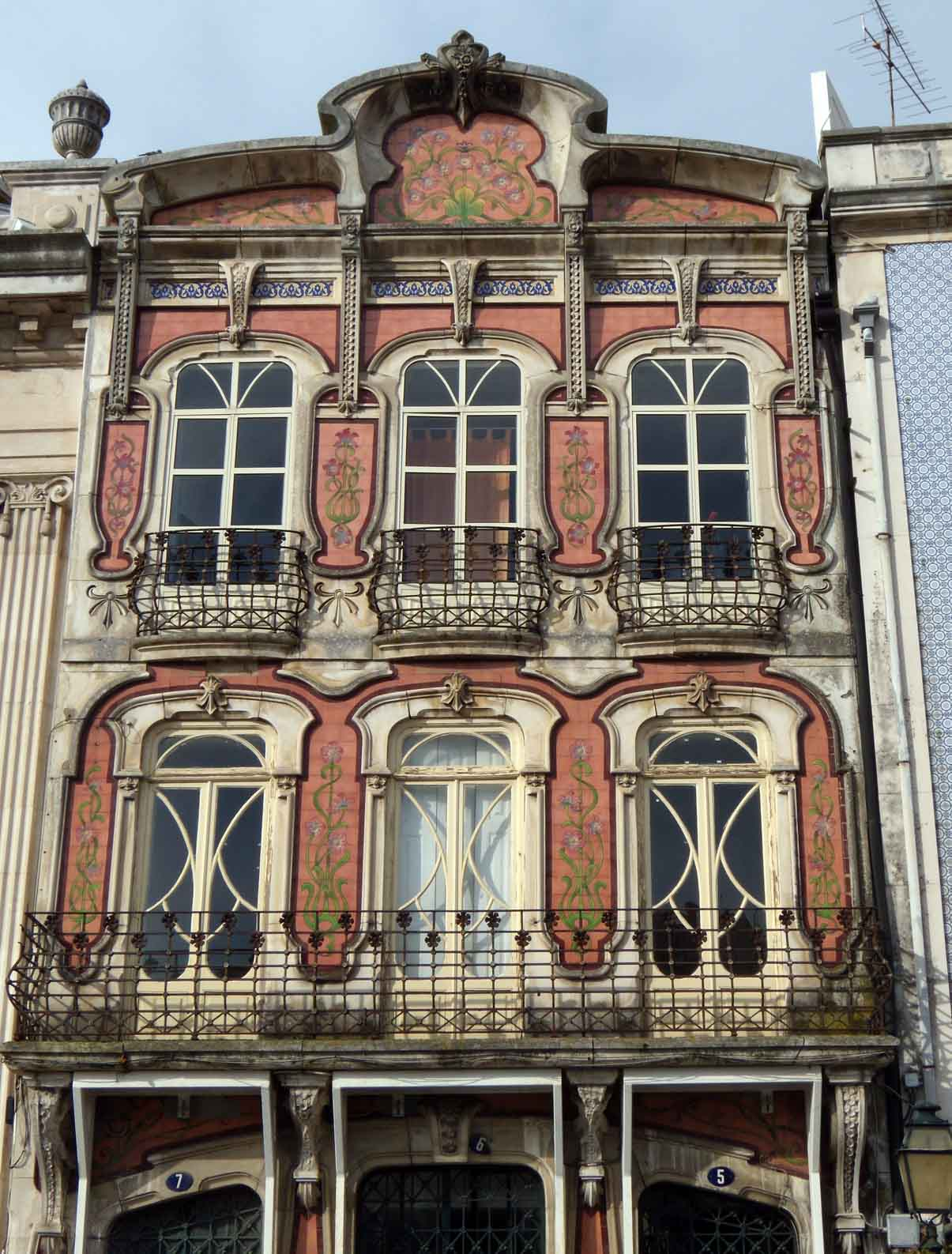
Casa estilo Arte Nova em Aveiro

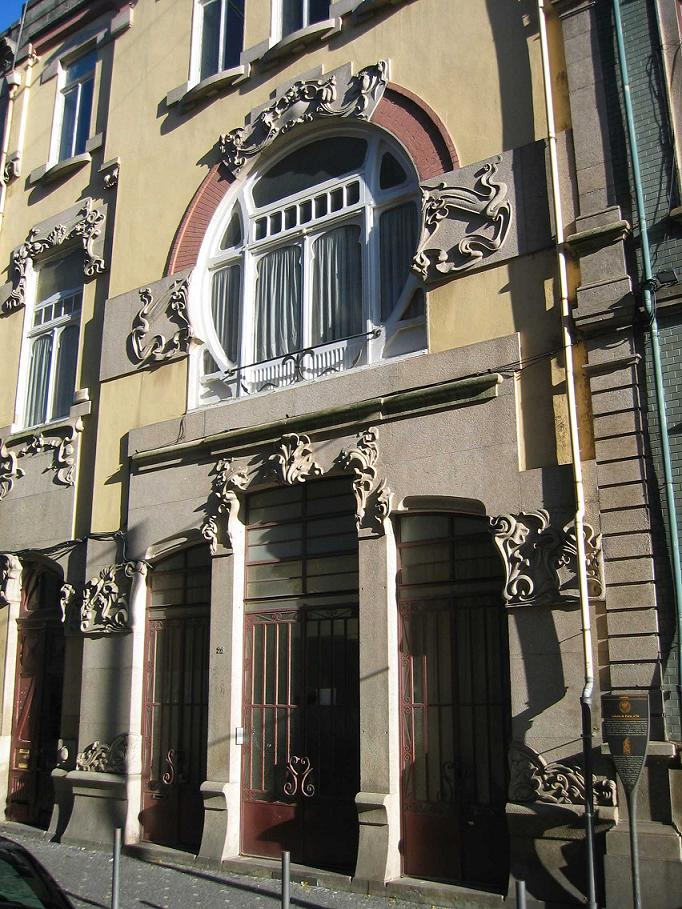
Casa Arte Nova, Rua da Galeria de Paris no Porto

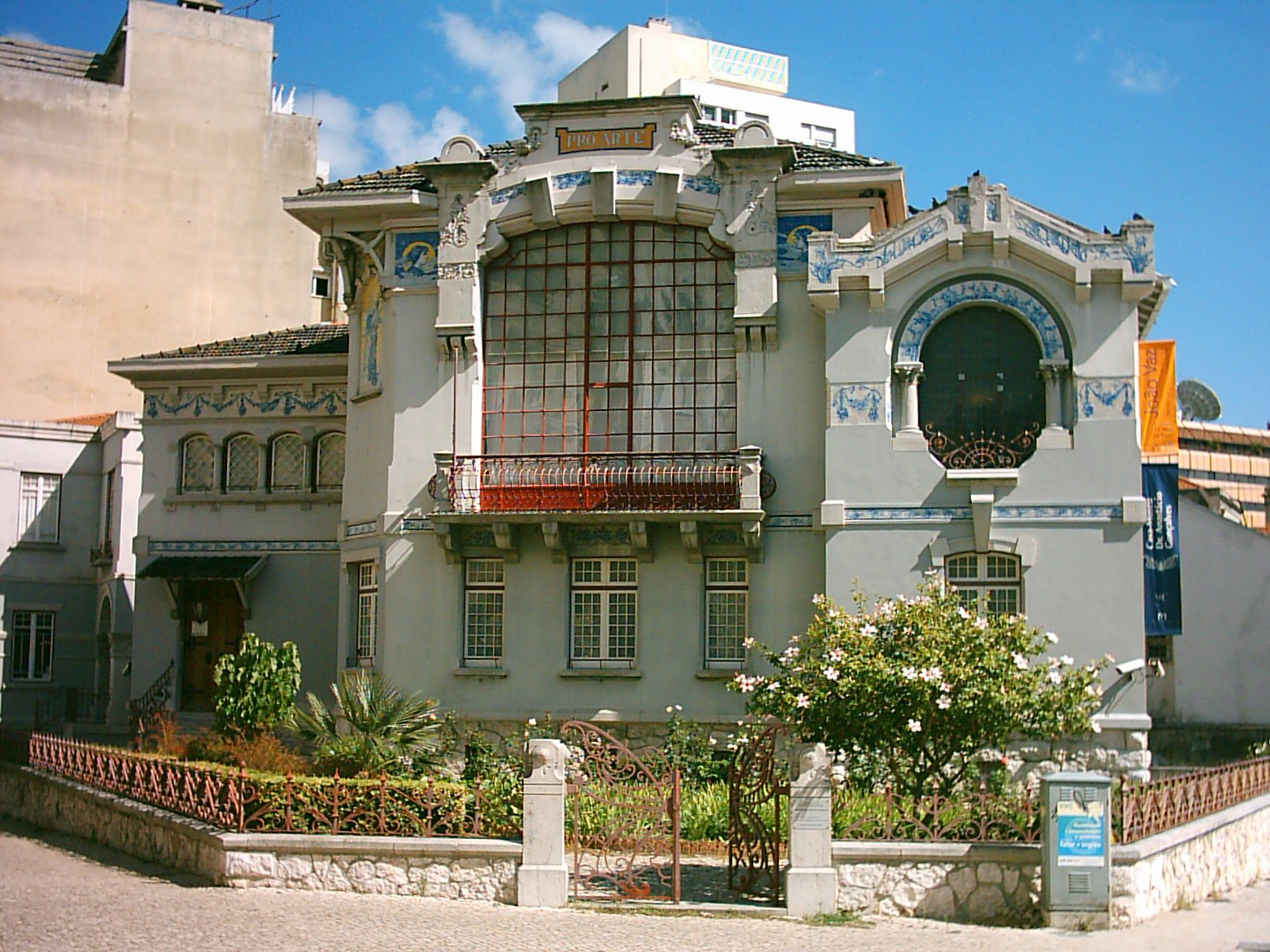
Casa-Museu Dr. Anastácio Gonçalves em Lisboa

A Arte Nova foi tardia e de pouca duração em Portugal. Teve início por volta do ano de 1905 e terminou 15 anos mais tarde, em 1920. Os princípios estéticos adotados pela Arte Nova portuguesa eram semelhantes ao do estilo que já proliferava na Europa; a influência francesa foi a que mais se fez notar nas construções deste estilo no território português. A aplicação da Arte Nova em Portugal deveu-se sobretudo à ação da burguesia urbana, que nas cidades de Lisboa, Porto e Aveiro e Cacia, desenvolveram edifícios marcantemente deste estilo. A aparição de obras Arte Nova no país deveu-se à pura continuidade artística.

## Arte Nova
A Arte Nova foi um estilo estético essencialmente de design e arquitectura que também influenciou o mundo das artes plásticas. Era relacionado com o movimento arts & crafts e que teve grande destaque durante a Belle époque, nas últimas décadas do século XIX e primeiras décadas do século XX. Relaciona-se especialmente com a 2ª Revolução Industrial em curso na Europa com a exploração de novos materiais (como o ferro e o vidro, principais elementos dos edifícios que passaram a ser construídos segundo a nova estética) e os avanços tecnológicos na área gráfica, como a técnica da litografia colorida que teve grande influência nos cartazes. Devido à forte presença do estilo naquele período, este também recebeu o apelido de modern style (do inglês, estilo moderno).

O nome surgiu de uma loja parisiense (capital internacional do movimento), chamada justamente Art nouveau e que vendia mobiliário seguindo o estilo. Caracteriza-se pelas formas orgânicas, escapismo para a Natureza, valorização do trabalho artesanal, entre outros. O movimento simbolista também influenciou o art nouveau. Recebeu nomes diversos dependendo do país em que se encontrava: Flower art na Inglaterra, "Modern Style", "Liberty" ou "stilo Floreale" na Itália. Os alemães criam sua própria vertente de Art Nouveau chamada Jugendstil.

## Arquitectura

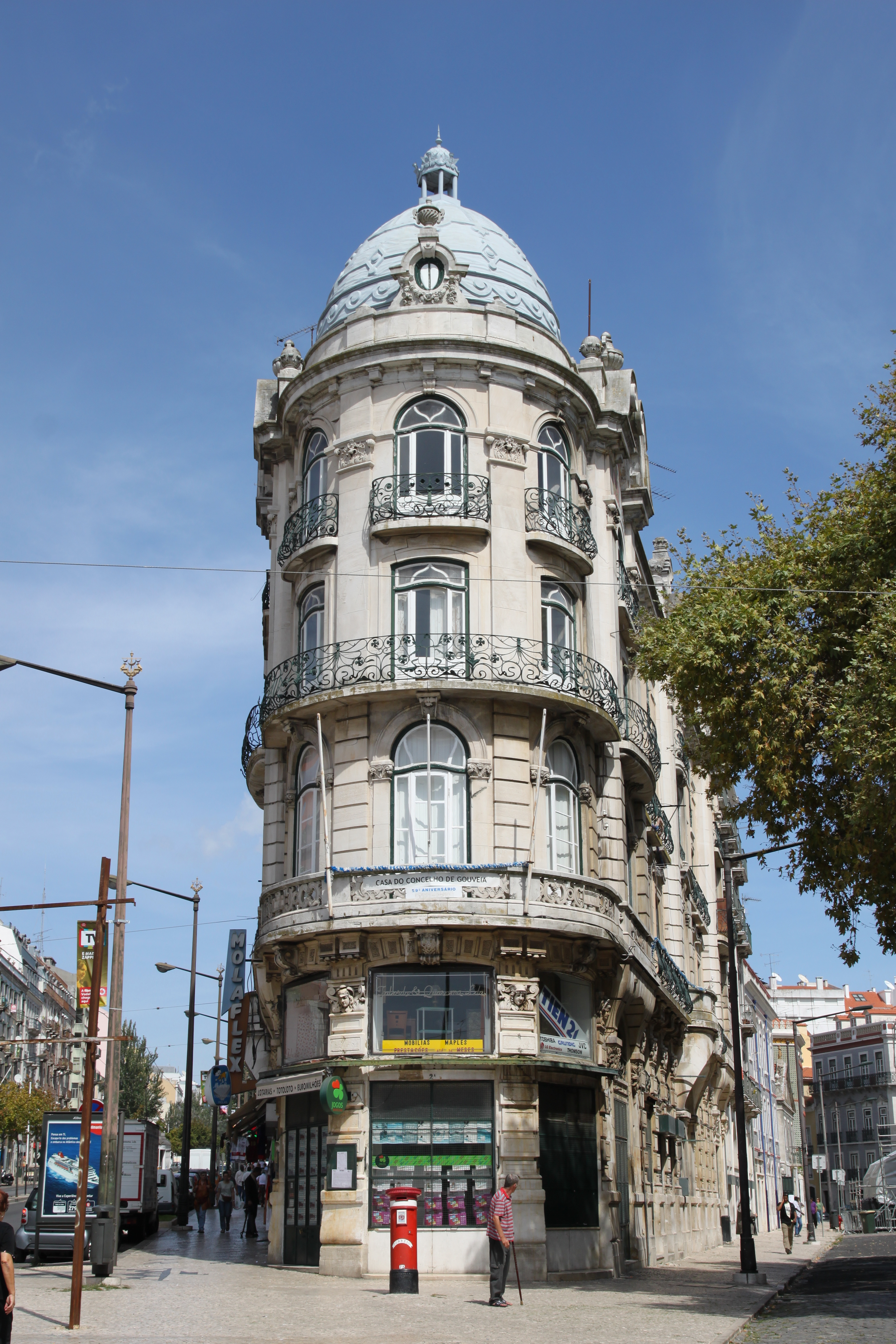
Edifício Almirante Reis, 2-2K, prémio Valmor em 1908.

No que diz respeito à arquitectura, o facto de não existirem propriamente traços estruturais nem volumetrias próprias, esta desenvolve-se subsidiária da arquitectura tradicional portuguesa. Um dos maiores aspectos relevantes é a utilização de materiais e técnicas inovadoras tais como o uso de massa de cimento.

Por ser considerada uma arte bela «com proporção, carácter e harmonia, intensidade original como expressão e conceito» (por Adães Bermudes) o principal ponto de aplicação da Arte Nova era na decoração e ornamentação. Portões, varandas e escadarias eram trabalhadas minuciosamente por habilidosos artesãos que davam as peças os contornos típicos do estilo. A tónica ornamental florista, naturalista e curvilínea era uma constante nos pormenores dos edifícios.

Edifícios em estilo Arte Nova são particularmente comuns em Aveiro, Cacia e Caldas da Rainha. Em Lisboa, a Casa - Museu Dr. Anastácio Gonçalves é um bom exemplo da variante portuguesa do estilo bem como o edifício Almirante Reis, 2-2K concebido por Adães Bermudes e galardoado com o prémio Valmor em 1908. No Porto, temos como exemplos, o Café Majestic, a Livraria Lello e habitações na Rua da Galeria de Paris e Rua Cândido dos Reis.

Em Portugal foi comum, mais que a arquitectura, a decoração de fachadas e interiores com azulejos em estilo Arte Nova, como se comprova em muitos edifícios do final do século XIX e início do século XX.

## Pintura
A pintura propriamente dita de tela não foi muito abundante; existem apenas alguns pormenores decorativos nalgumas obras de Luciano Freire, ou ainda o auto-retrato de Amadeu de Souza-Cardoso. Grande parte da pintura foi feita na azulejaria que decorava os edifícios. Diversas fábricas produziam os azulejos que depois serviam para ornamentar frontões, frisos, ou mesmos grandes superfícies de parede. Algumas dessas fábricas são a Fábrica de Loiça de Sacavém, do Desterro ou a de Constância.

## Cerâmica
A cerâmica foi certamente a arte mais afectada pela Arte Nova. O conceito de objectos cerâmicos baseados na ideia naturalista da Arte Nova tiveram como sede as Caldas da Rainha. Pratos em forma de alface ou couve, terrinas em forma de abóbora ou mesmo travessas com o formato de peixe são alguns exemplos de uma extensa lista louça das Caldas. Ainda hoje em dia são produzidos esses muito populares objectos.